# Bartonia
Bartonia é um género botânico pertencente à família Gentianaceae.